# Tvärtjärnen, Lappland
Tvärtjärnen är en sjö i Jokkmokks kommun i Lappland och ingår i Luleälvens huvudavrinningsområde.